# Witzeeze
|  | No s'ha de confondre amb Wietzetze. |

Witzeeze, en baix alemany Tzeez, és un municipi de Slesvig-Holstein, a la frontera amb Mecklemburg-Pomerània Occidental, Alemanya, al districte d'Herzogtum Lauenburg.
Des de la baixa edat mitjana, el poble sempre va ser fronterer. Inicialment, es trobava a mig quilòmetre a l'est del nucli actual al marge del Delvenau, que formava la hipotètica limes saxoniae entre els Holsten i el poble eslau dels obotrites. El sufix -tze (polonès -ce) en topònims és un ètim d'origen eslau. Witzeeze significa landwehr, una elevació de terra artificial, sovint al marge d'un riu, coberta de plantes espinoses per protegir una frontera. El primer esment Wutsetse al registre del delme del comtat de Ratzeburg, creat el 1143, data del 1230. Tenia una posició estratègica a una variant de l'Alte Salzstrasse, la ruta comercial de la sal.
Per l'excavació del canal Stecknitzkanal al segle xiv entre el mar bàltic i l'Elba, el poble va guanyar significació econòmica. La mida de la casa de l'assuter a la resclosa Dückerschleuse és una prova de la importància del lloc. Fins al 1996 hi havia un alberg molt popular al monument llistat, que ara és una casa privada, encara que hi hagi un projecte de tornar el lloc a la seva destinació original. Durant la Guerra dels Trenta Anys (1618-1648) va patir molt per la seva posició a la cruïlla de dues vies comercials i el 1630, les tropes del mercenari catòlic Joan t'Serclaes de Tilly van pillardejar i sacsejar tot el poble. A penes reconstruït, el 1636 les tropes de Suècia van destrossar-lo altra vegada. Mai no es va restablir d'aquest segon saqueig i va quedar un petit vilatge d'agricultors. Després de la Segona Guerra Mundial, el Delvenau va tornar-se frontera d'estat entre les dues Alemanyes, el que va marginar el poble fins a la reunificació.
El 2012 va guanyar el premi «Unser Dorf hat Zukunft» (el nostre poble té futur).

## Monuments
- Capella de Caterina de Siena
- La casa de l'assuter i la resclosa Dückerschleuse a l'antic canal Stecknitzkanal
- La resclosa al canal Elba-Lübeck

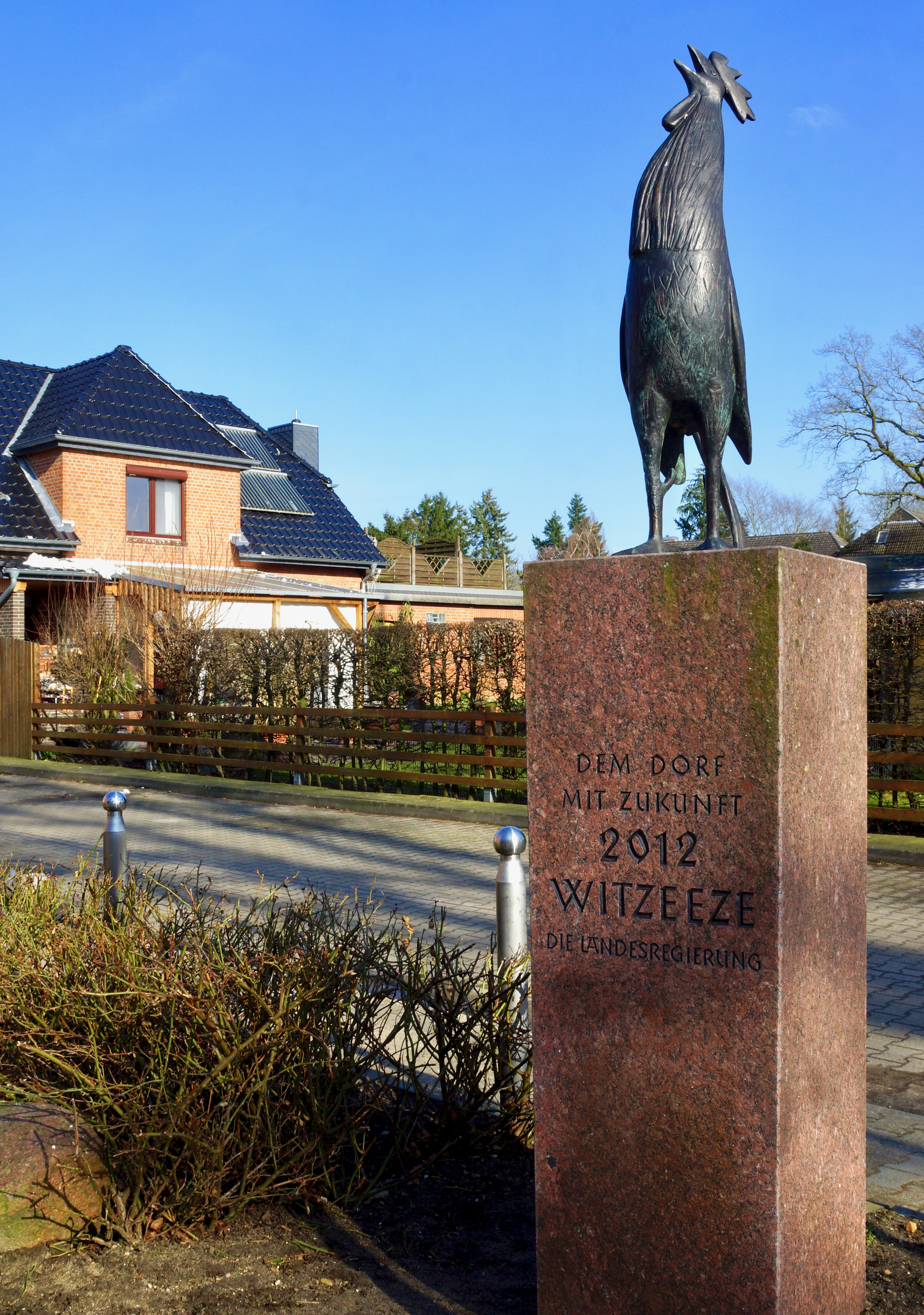
Trofeu «Poble amb futur»
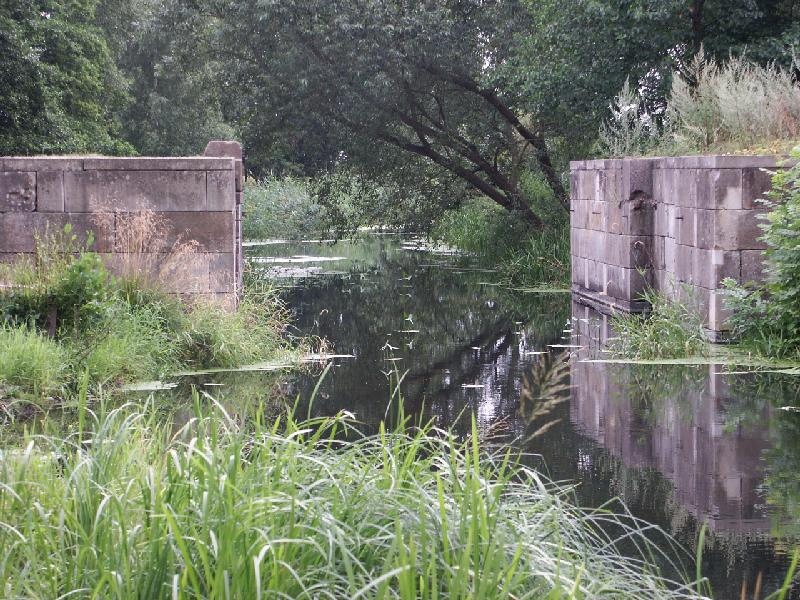
Resclosa Dückerschleuse
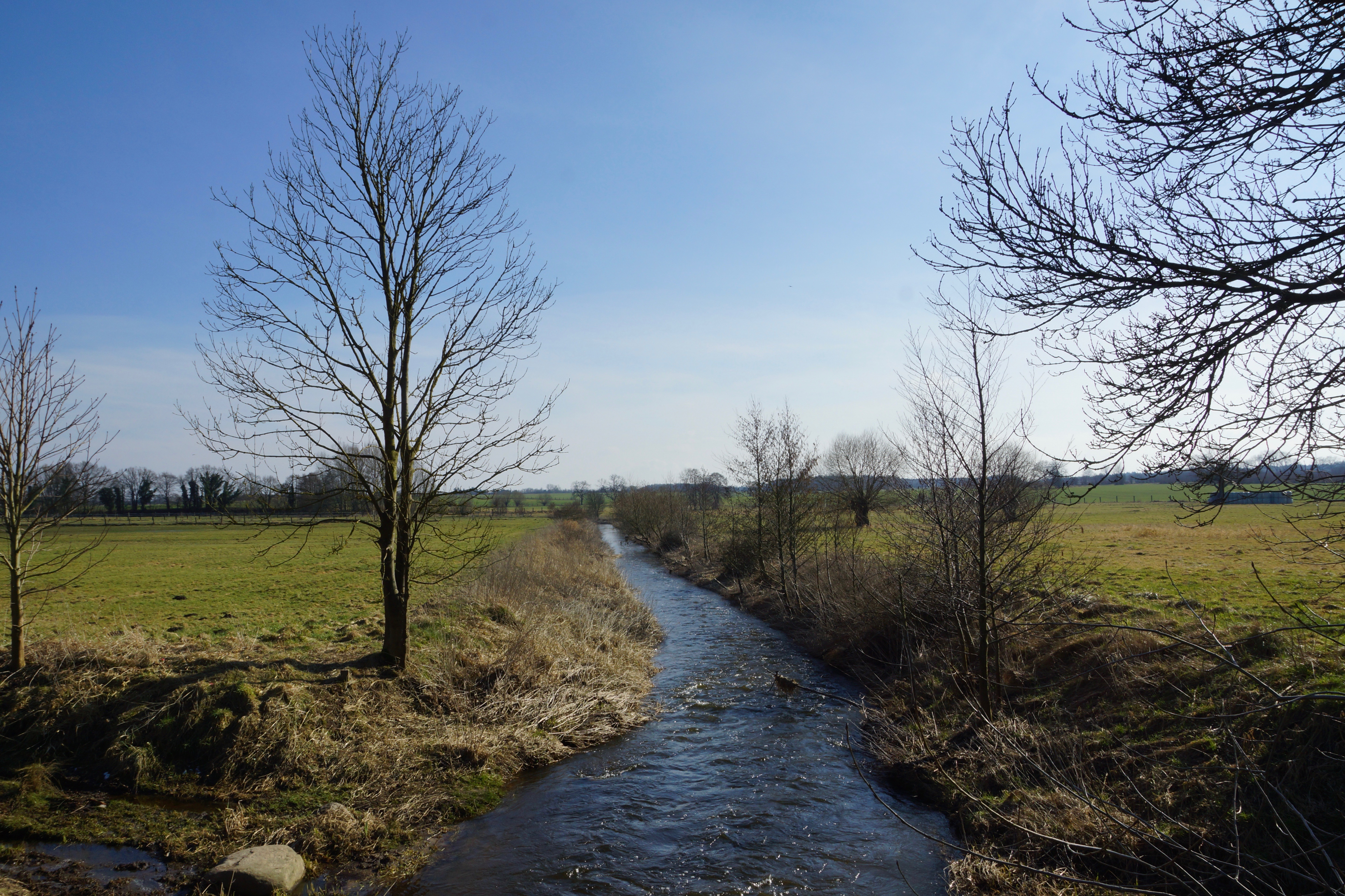
La vall del Linau